# Housséville
Housséville is een gemeente in het Franse departement Meurthe-et-Moselle (regio Grand Est) en telt 161 inwoners (2004). De plaats maakt deel uit van het arrondissement Nancy.

## Geografie
De oppervlakte van Housséville bedraagt 5,4 km², de bevolkingsdichtheid is 29,8 inwoners per km².
De onderstaande kaart toont de ligging van Housséville met de belangrijkste infrastructuur en aangrenzende gemeenten.

## Demografie
De figuur toont het verloop van het inwonertal (bron: INSEE-tellingen).